# 庫內奧主教座堂

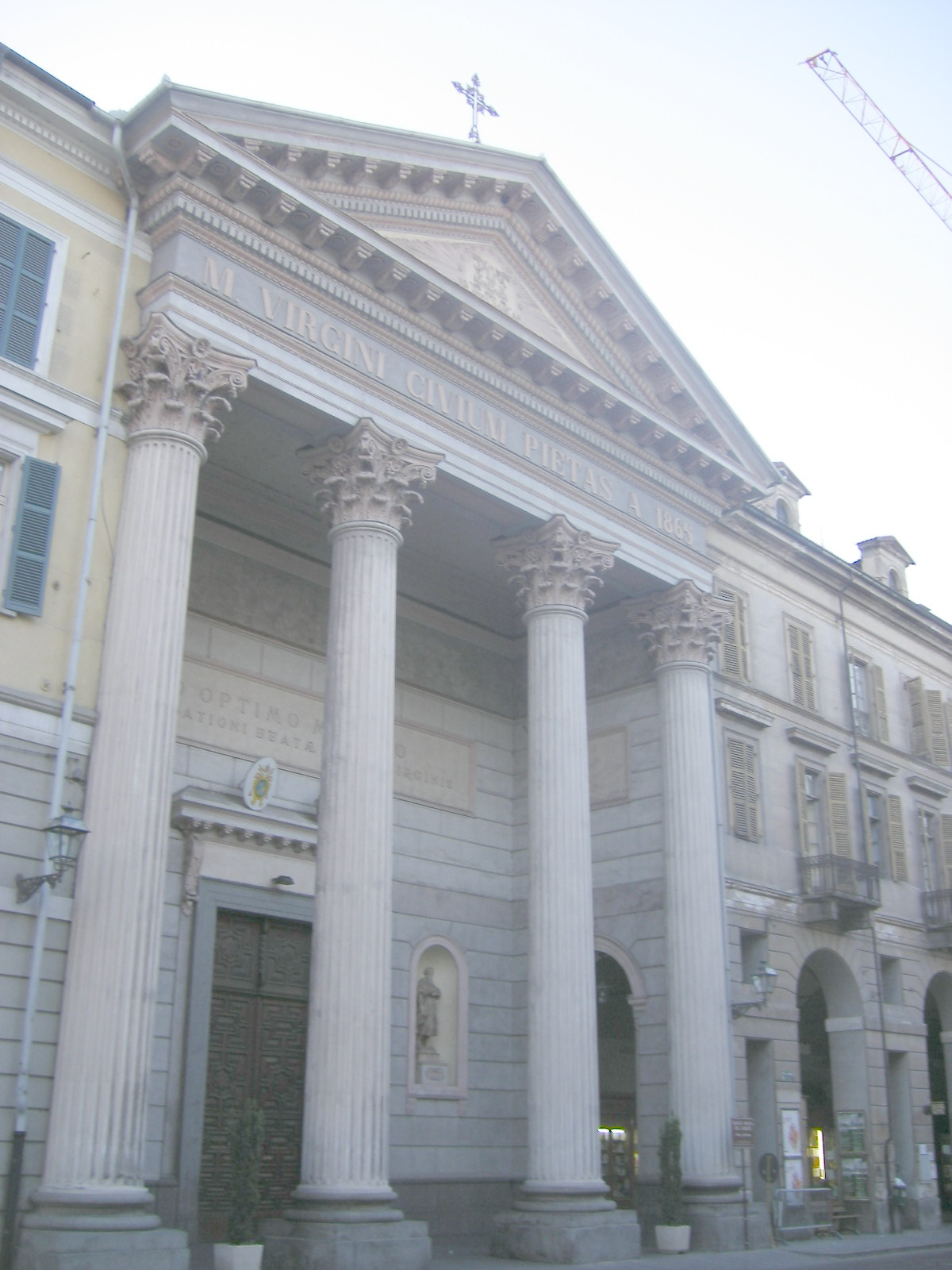

库内奥圣母主教座堂（義大利語：Duomo di Cuneo; Cattedrale di Santa Maria del Bosco）是天主教库内奥教区的主教座堂，位于意大利皮埃蒙特大区库内奥省库内奥，巴洛克-新古典主义建筑，建于17-19世纪。

## 历史
该堂非常古老，属于San Dalmazzo 修道院。 1470年进行了修复，保留了洗礼池。1560 年为 Emanuele Filiberto 的到来又进行了修复，立面由 Pietro Dolce di Savigliano完成。现在的教堂，建在一个中世纪教堂的遗址上，建于17世纪，因为当时旧堂部分倒塌（1656年），不得不重建，委托给福萨诺建筑师Giovenale Boetto。在18世纪和 19世纪又进行改建，立面和圆顶采用新古典主义风格建造。

## 建筑

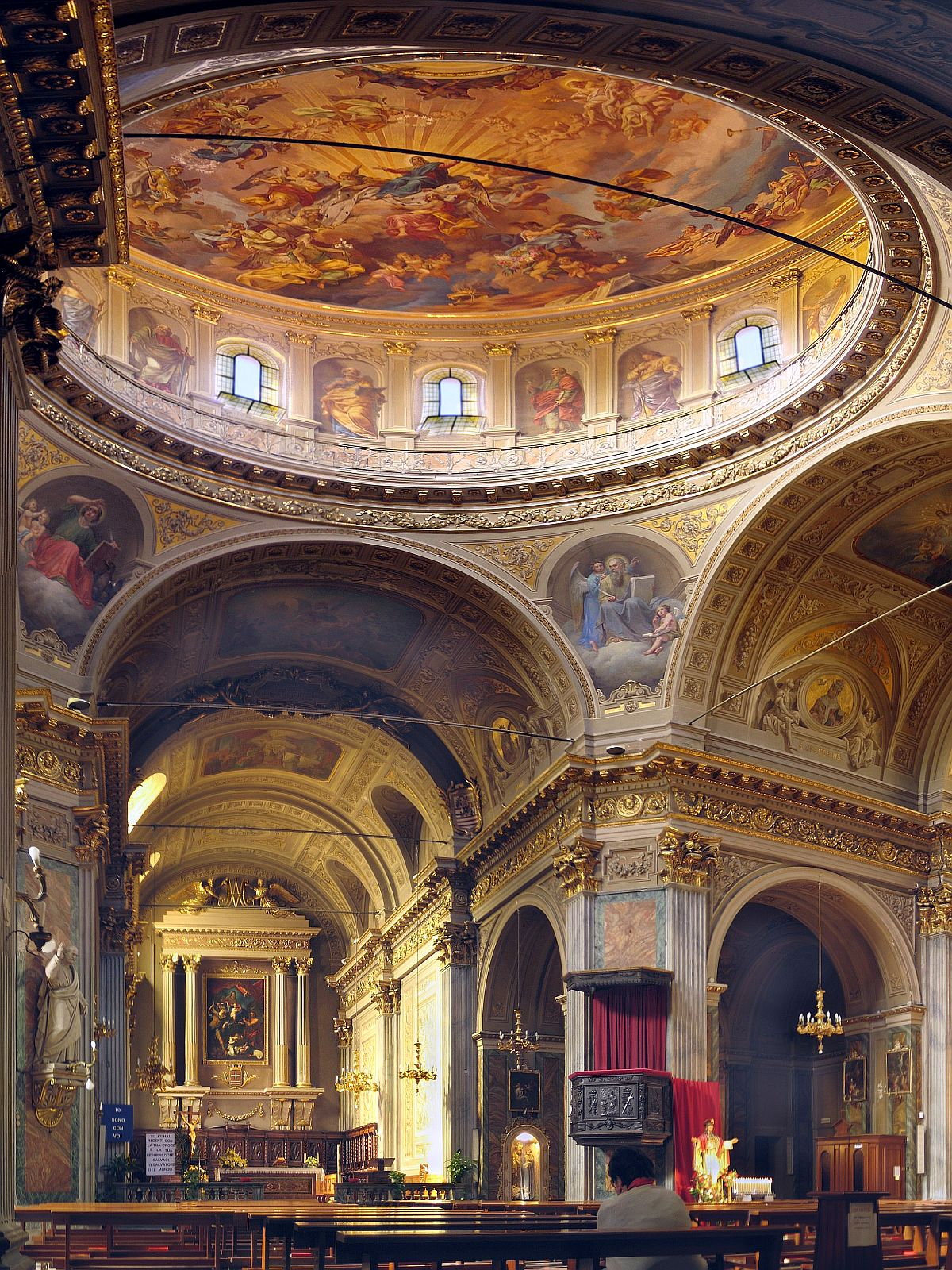
Interno

由于古老的立面与街道格格不入，于是请库内奥建筑师安东尼奥·博诺来解决这个问题，另建一个新的立面，叠加在旧立面之上。这个新古典主义立面，不与教堂的其他部分保持一致，而是与街道保持一致。目前立面的门廊有四根科林斯柱子。
教堂内部为拉丁十字平面；圆顶建于1835年，由建筑师罗维雷（Rovere）设计，内部壁画由朱塞佩·托塞利（Giuseppe Toselli）绘制。
在主教座堂内，圣若瑟小堂下面，有埋葬多名主教的“主教墓穴”。
1684 年至1685年间，安德烈·波佐绘制了正祭台的祭坛画“圣母加冕”。